# Histone

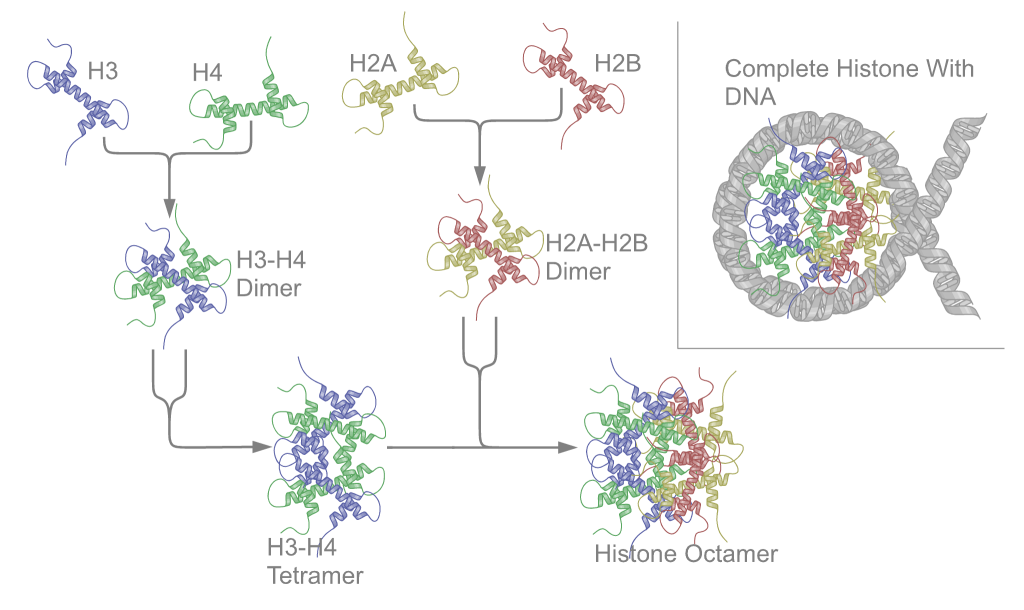
Schematic representation of the assembly of the core histones into the nucleosome.

Trong sinh học, histone (histôn) là các protein có độ kiềm cao tìm thấy ở nhân tế bào của sinh vật nhân thực có chức năng đóng gói và sắp xếp DNA thành các đơn vị cấu trúc gọi là nucleosome. Chúng là thành phần protein chính của chất nhiễm sắc, đóng vai trò là cái ống để DNA cuốn quanh, và cũng đồng thời cũng đóng vai trò trong việc điều hòa gen. Nếu không có histone thì DNA chưa được cuốn trong nhiễm sắc thể sẽ trở nên rất dài (tỉ lệ dài rộng sẽ là 10 triệu trên 1 đối với DNA người). Ví dụ, mỗi tế bào lưỡng bội của người (chứa 23 cặp nhiễm sắc thể) có khoảng 1,8 mét DNA; cuốn quanh histone, tế bào lưỡng bội có khoảng 90 milimét (0,09 mm) chất nhiễm sắc. Khi tế bào lưỡng bội nhân đôi và đặc lại trong nguyên phân, kết quả là khoảng 120 milimét nhiễm sắc thể.

## Chức năng

### Đóng gói DNA
Histone đóng vai trò là cái ống để DNA cuốn quanh, giúp nén DNA lại để có thể để vừa cả bộ gen lớn của sinh vật nhân thực vào trong nhân tế bào: nguyên tử nén ngắn hơn 40.000 lần so với nguyên tử chưa được đóng gói.

### Điều hòa chất nhiễm sắc
Histone trải qua sự biến đổi sau khi giải mã gen, làm thay đổi tương tác của nó với DNA và các protein nhân. Histone H3 và H4 có cái đuôi dài thò ra từ nucleosome, thứ có thể biến đổi theo hướng cộng hóa trị ở những vị trí khác nhau. Biến đổi của đuôi có thể là methyl hóa, acetyl hóa, phosphoryl hóa, ubiquitination, SUMOylation, citrullination, và ADP-ribosylation.

### Cải biến histone
Ở các tế bào có nhân, DNA liên kết tạo phức với các protein histone tạo nên các nucleosome, là đơn vị cơ sở tạo nên cấu trúc chất nhiễm sắc. Những cải biến histone bao gồm: gắn thêm gốc phosphate, nhóm methyl, nhóm acetyl và ubiquitin. Phần lớn các cải biến này diễn ra ở miền đuôi tích điện dương của protein của protein histone, đuôi tương tác với DNA và ảnh hưởng đến cấu trúc chất nhiễm sắc tại vị trí bám các protein như các nhân tố phiên mã, làm thay đổi mức độ phiên mã. Nhiều cải biến histone làm thay đổi mức độ biểu hiện gene và được gọi là các chỉ dấu ngoại di truyền (Epigenetic mark).